# Пародії (фільм, 1927)
«Пародії» (англ. Character Studies) — американська короткометражна кінокомедія 1927 року з Картером Де Хейвеном в головній ролі.

## Сюжет
Картер Де Гейвен нібито пародіює зірок німого кіно. Насправді всі актори грають самих себе.

## У ролях
- Картер Де Гейвен — камео
- Роско «Товстун» Арбакл — камео
- Джекі Куган — камео
- Дуглас Фербенкс — камео
- Бастер Кітон — камео
- Гарольд Ллойд — камео
- Рудольф Валентіно — камео